# 連通和
在數學裡，尤其是在拓撲學裡，連通和的運算是指一於流形上的幾何改變。其效果為將兩個給定的流形於各個選定的點附近連接起來。此一建構在閉曲面分類上有著關鍵性的角色。
更一般地，也可以將流形和其子流形連接起來；此一廣義化通常稱為纖維和。另外還有在結上之連通和的一相關概念，其稱為結和或結的複合。

## 於一點上的連通和
兩個m維流形的連通和為一流形，其將兩個流形各挖去一個球，再將球面邊界黏在一起。
若兩個流形是可定向的，由逆转定向黏合映射定义的连通和是惟一的。即使這建構使用到的球的選擇，但最後結果都會於同胚下統一。亦可以將此運算作用於光滑範疇上，而其結果也會於微分同胚下統一。
連通和的運算標記為{\displaystyle \#}；例如，{\displaystyle A\#B}即表示為A和B的連通和。
連通和的運算中有一球面{\displaystyle S^{m}}為單位元；亦即，{\displaystyle M\#S^{m}}會同胚(或微分同構)於M。
閉球面的分類，在拓撲學上的一基本及重大結果，其描述为：任一閉曲面均可表示成g个環面和k個實射影平面的連通和。

## 沿着一个子空间的连通和
設{\displaystyle M_{1}}和{\displaystyle M_{2}}為兩個光滑、可定向且相同維度的流形，及V為一光滑、封閉且可定向的流形，可內嵌成{\displaystyle M_{1}}和{\displaystyle M_{2}}的子流形。此外，再假設其存在一法叢的同構
{\displaystyle \psi :N_{M_{1}}V\to N_{M_{2}}V}
其將每一纖維的定向顛倒。然後，{\displaystyle \psi }便可導出一定向保留的微分同構
{\displaystyle N_{1}\setminus V\cong N_{M_{1}}V\setminus V\to N_{M_{2}}V\setminus V\to N_{M_{2}}V\setminus V\cong N_{2}\setminus V,}
其中，每一法叢{\displaystyle N_{M_{i}}V}都會微分同構地和於{\displaystyle M_{i}}內V的鄰域{\displaystyle N_{i}}一致，且映射
{\displaystyle N_{M_{2}}V\setminus V\to N_{M_{2}}V\setminus V}